# Самобор (Гацко)
Самобор је насељено мјесто у општини Гацко, Република Српска, БиХ. Према попису становништва из 1991. у насељу је живјело 172 становника.

## Становништво
| Демографија | Демографија | Демографија |
| Година      | Становника  | Становника  |
| ----------- | ----------- | ----------- |
| 1961.       | 175         |             |
| 1971.       | 157         |             |
| 1981.       | 166         |             |
| 1991.       | 171         |             |

## Знамените личности
- Ђоко Слијепчевић, српски историчар
- Перо Слијепчевић, српски књижевни историчар